# Verkehrswasserbau
Verkehrswasserbau ist ein Teilgebiet des Bauingenieurwesens und beinhaltet Aspekte des Verkehrsbauwesens, des konstruktiven Wasserbaus und des Flussbaus.
Verkehrswasserbau ist vor allem der Neubau und Ausbau von Binnenwasserstraßen; das sind die Flüsse und Kanäle, auf denen Binnenschifffahrt stattfindet. Neben der Auswahl der Linienführung gehört dazu die Überwindung von Höhenunterschieden durch Schleusen und Schiffshebewerke oder geneigte Ebenen (Schrägförderung) und der Bau von Hafenanlagen (Hafenbau).
Bedeutende Leistungen des Verkehrswasserbaus waren zum Beispiel die Stauregelung des Neckars im 19. Jahrhundert, der Bau des Nord-Ostsee-Kanals 1895, des Dortmund-Ems-Kanals 1899, des Mittellandkanals, des Main-Donau-Kanals bis 1992 und vieler weitere Kanäle.
Arbeitgeber im Verkehrswasserbau sind in Deutschland zum Beispiel die Wasserstraßen- und Schifffahrtsämter.